# Jan Babiński

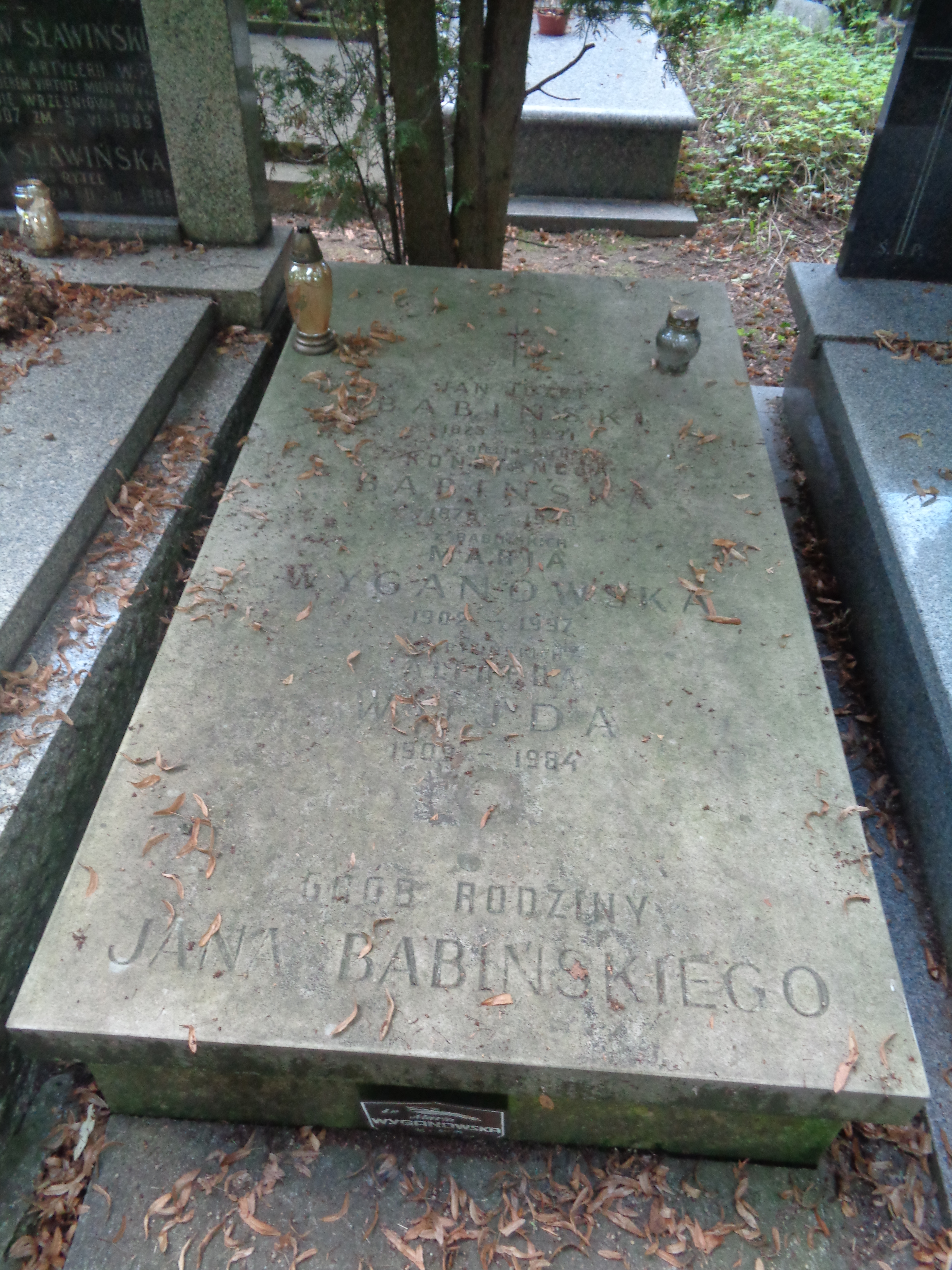
Grób Jana Józefa Babińskiego

Jan Józef Babiński (ur. 15 maja 1873 w Mizoczu w guberni wołyńskiej, zm. 12 lipca 1921 w Warszawie) – polski chemik, inżynier cukrownik, wykładowca akademicki.
Syn Włodzimierza i Marii z Wesołowskich. Ukończył szkołę realną w Równem i Wydział Chemiczny Politechniki Ryskiej. W trakcie studiów został przyjęty do korporacji akademickiej Arkonia. W latach 1900–1905 kontynuował kształcenie na Uniwersytecie w Lipsku uzyskując tytuł doktora filozofii.
W latach 1908–1911 wykładowca chemii na Wyższych Kursach Rolniczych oraz w 1910 na wydziale technicznym Towarzystwa Kursów Naukowych w Warszawie. Od 1911 do 1921 kierownik Centralnego Laboratorium Cukrowniczego w Warszawie. W 1912 organizator kursów akademickich dla cukrowników. W 1915 współorganizator Wydziału Chemicznego Politechniki Warszawskiej, gdzie wykładał w latach 1918–1919. Autor prac głównie z dziedziny cukrownictwa i chemii węglowodanów. Pochowany na cmentarzu Powązkowskim (kwatera 220-5-19).